# Macroglossum caldum
Macroglossum caldum är en fjärilsart som beskrevs av Jordan 1926. Macroglossum caldum ingår i släktet Macroglossum och familjen svärmare. Inga underarter finns listade i Catalogue of Life.